# ألفرد نيلسن
ألفرد نيلسن هو سياسي نرويجي، ولد في 28 ديسمبر 1892، وتوفي في 22 مارس 1977. نشط حزبياً في الحزب الليبرالي. وقد انتخب نائب عضو برلمان النرويج ‏ عن دائرة ترومس وقد انضم خلال فترته النيابية ‏ (1958 – 1961) للكتلة البرلمانية الحزب الليبرالي وانتخب نائب عضو برلمان النرويج ‏ عن دائرة ترومس وقد انضم خلال فترته النيابية ‏ (1954 – 1957) للكتلة البرلمانية الحزب الليبرالي وانتخب عضو برلمان النرويج ‏ عن دائرة Market towns of Nordland, Troms and Finnmark ‏ وقد انضم خلال فترته النيابية ‏ (1950 – 1953) للكتلة البرلمانية الحزب الليبرالي.